# Il libro del mare
Il libro del mare (Havboka) è un saggio del 2015 dello scrittore norvegese Morten A. Strøksnes pubblicato per la prima volta in Italiano nel 2017 dalla casa editrice Iperborea.

## Sinossi
Il libro del mare racconta la storia vera di due amici, Morten (l'autore in persona) e Hugo, che decidono di andare a pesca dello squalo della Groenlandia con un piccolo gommone nel nord della Norvegia, per la precisione presso le isole Lofoten. Il racconto delle battute di pesca diventa la scusa per parlare del mondo marino sotto diversi punti di vista: biologia, geologia, ecologia, storia, poesia e letteratura.

## Premi e riconoscimenti
- Brageprisen nella categoria "non-fiction"[2] (2015).
- Premio delle Critica per la letteratura norvegese (2015).
- Norwegian Reine Ord Prize al Festival Internazionale della Letteratura delle Lofoten (2016).